# GigaFOR
A GigaFOR é um projeto de infraestrutura informática do estado brasileiro do Ceará. Baseado nas Redes Comunitárias de Educação e Pesquisa (Rede COMEP) do Ministério da Ciência, Tecnologia e Inovação, por meio do uso de fibras ópticas, conecta instituições de pesquisa científica e de educação superior em todo o estado. A GigaFOR situa-se na Região Metropolitana de Fortaleza e interliga cerca de 20 pontos de diversas instituições da metrópole através de uma rede óptica de alta velocidade de mais de 72 km.

## Instituições participantes
- Colégio Militar de Fortaleza
- Embrapa Agroindústria Tropical
- Escola de Saúde Pública do Ceará

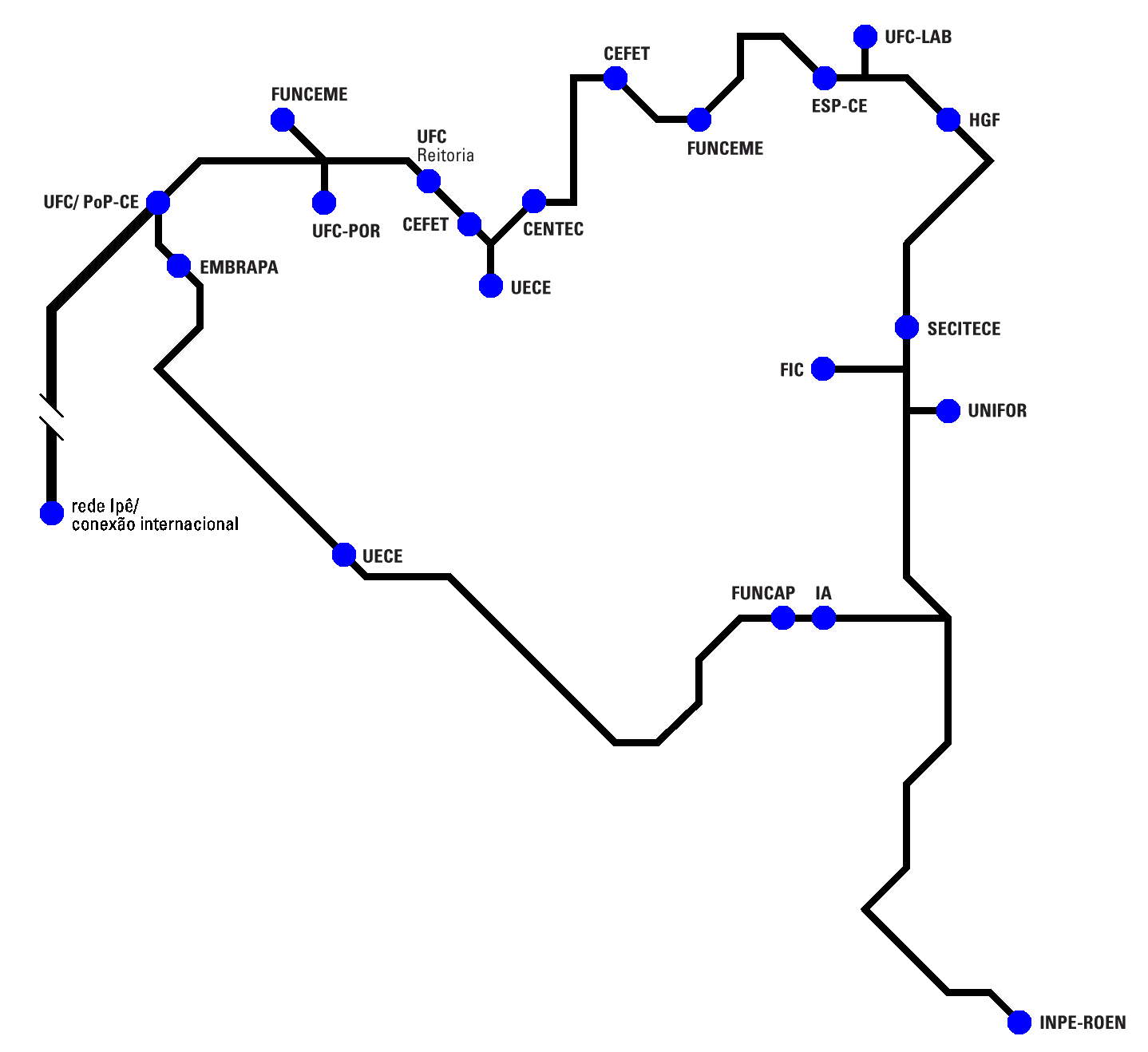
Mapa da Rede GigaFOR.

- Fundação Cearense de Apoio ao Desenvolvimento Científico e Tecnológico
- Fundação Cearense de Meteorologia e Recursos Hídricos
- Hospital Geral de Fortaleza
- Instituto Atlântico
- Instituto do Câncer do Ceará
- Instituto Federal de Educação, Ciência e Tecnologia do Ceará
- Rádio-Observatório Espacial do Nordeste
- Secretaria da Ciência e Tecnologia do Estado do Ceará
- Universidade Estadual do Ceará
- Universidade Federal do Ceará
- Universidade de Fortaleza